# Warhawk
Pour les articles homonymes, voir Warhawk (homonymie).
Warhawk est un jeu vidéo d'action multijoueur développé par Incognito Entertainment et édité par Sony Computer Entertainment en 2007 sur PlayStation 3. Le jeu a été commercialisé à prix réduit, à la fois en téléchargement sur le PlayStation Network et au format Blu-ray.
Le joueur participe à une guerre en ligne qui oppose les clans « Eucadiens » et « Chernoviens » et combine des combats terrestres et aériens. Jusqu'à 32 joueurs peuvent participer simultanément à une partie.

## Le jeu

### Système de jeu
Le joueur dirige un soldat qui peut combattre à pied ou prendre le contrôle d'un véhicule tout-terrain, d'un char de combat ou d'un avion de chasse. Une partie peut accueillir jusqu'à 32 joueurs suivant les serveurs et les capacités de connexion de l'hôte. Il est aussi possible de jouer jusqu'à 4 en écran splité à partir d'une même console. Le jeu ne propose pas de mode solo.
Plusieurs modes de jeu sont disponibles comme Deathmatch, Deathmatch par équipe, Capture du drapeau ou encore Zone. Ce dernier consiste à prendre le contrôle d'un maximum de points stratégiques sur la carte et à résister le plus longtemps possible aux assauts ennemis. Ce mode requiert travail en équipe et stratégie.

#### Véhicules et armement
Au sol, un soldat dispose par défaut d'un couteau et d'un pistolet mais il peut récupérer diverses armes ou accessoires : un fusil d'assaut, un lance-roquettes, un fusil de précision, un lance-flammes, des jumelles à visée laser (aussi utile pour solliciter des tirs d'artillerie), des grenades à fragmentation et des mines terrestres. Un soldat a libre accès à tout véhicule, pourvu qu'il ne soit pas déjà occupé par un ennemi.
Les véhicules permettent d'emporter un, voire deux, autres compagnons d'armes : dans l'avion, le passager est réduit au rôle de spectateur, mais dans le char de combat il peut ouvrir la trappe pour utiliser une arme personnelle et dans la jeep, l'occupant à l'arrière a la responsabilité de la mitraillette automatique.
L'avion de l'Eucadian Forces est le Warhawk, celui de la Chernovan Forces est le Nemesis. Pour piloter l'avion, le joueur peut soit opter pour les commandes habituelles au stick analogique, soit utiliser la reconnaissance de mouvement de la manette Sixaxis. L'avion peut être équipé de missiles air-air, de missiles à tête chercheuse, de paillettes de brouillage, de bombe à sous-munitions, d'un boîtier technologie furtive qui rend l'avion indétectable pendant quelques secondes, de mines aériennes, d'une arme à énergie dirigée générant une sorte d'arc électrique ou encore de missile TOW.
Des canons antiaériens, des tourelles de missile surface-air et des mitrailleuses sont également disposés sur l'aire de jeu. Leur maîtrise est essentielle pour contrer les offensives aériennes.

#### Cartes

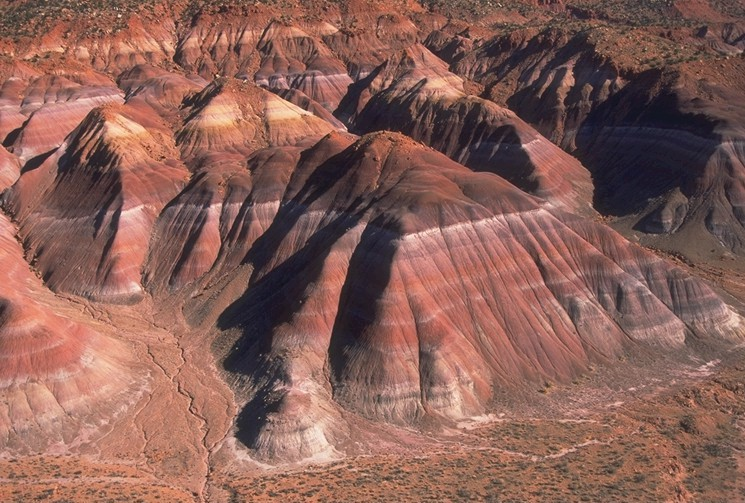
Une des cartes du jeu prend pour cadre les Badlands.

Le jeu propose initialement cinq cartes. Deux autres ont été ajoutées dans les extensions.
- Eucadia : une région rurale eucadienne formé de petits villages isolés
- Les Badlands : une contrée désertique où se déroule un combat nord-sud
- Avant-poste île : un ensemble d'îlots reliés par des ponts
- Archipel : carte où la base centrale est sujette à toutes les batailles
- Ruines capitales : un cadre urbain composé d'imposants gratte-ciels, propice aux combats aériens
- Usine Omega* : un complexe industriel plongé dans la pénombre
- Vaporfield Glacier* : carte dans un environnement hivernal

*Ces cartes sont uniquement disponibles dans les extensions

#### Grade, point d'expérience et récompenses
Le jeu propose un système de carrière basé sur des points d'expérience glanés en participant à des parties classées. Il y a 20 grades différents allant de recrue à Général d'armée. Les points d'expérience permettent de concourir pour le classement en ligne mondial ou encore d'accroître les possibilités de personnalisation des personnages et des avions.
23 médailles, 27 insignes (sur trois échelons différents : Bandit, Maître et Warhawk) et 29 rubans peuvent également être remportées en réalisant certains prérequis.

#### Statistiques
Tout une batterie de statistiques est à la disposition du joueur pour situer ses performances : classement en ligne, temps de jeu, nombre de victoires/défaites, type de points remportés (combats, équipe, négatifs, bonus), total de frags, de morts, de victimes, précision selon les armes, etc. Des graphiques représentent sur la durée l'évolution de ses performances.

#### Mises à jour
Plusieurs mises à jour ont été apportées au jeu depuis son lancement. La première n'était qu'une simple correction, tandis que les autres ont apporté en plus leur lot de nouveautés.

##### Version 1.1
Mise à jour utilisateurs :
- Amélioration considérable de la connexion client
- Affichage PING ?????? corrigé
- Ajout du support pour les serveurs joueurs classés
- Correction du jeu de synchronisation dues à la fluctuation des conditions réseau
- Crash fixé pour le game/split screen
- Stats du temps en véhicules, certaines récompenses peuvent maintenant être octroyé

Mise à jour serveurs (cette partie ne concerne que les serveurs de Sony) :
- Amélioration de la stabilité de la base de données des statistiques
- Amélioration de la stabilité des serveurs
- Limite de clan augmentée de 32 à 64
- Le bug de classement corrigé. Les joueurs seront reclassés correctement

##### Version 1.2
- 5 nouvelles maps (en fait il s'agît de variantes basées sur les maps initiales)
- Gestion d'options serveurs réservés au clan
- Réservation d'espace pour ses amis sur un serveur
- Intégration d'un Warhawk Store
- Comportement du CTF mis à jour
- État du Booster Pack associés a la liste du jeu
- Intégration de la DualShock 3 (vibrations)
- Séparation des contrôles du Sixaxis On/Off par mode (sol, vol stationnaire, vol)
- Affichage des scores des joueurs à la fin de la partie fixé
- Ajout de nouvelles options de recherche de serveur (joueur, classé, dédié, clan, officiel, etc.)
- Ajout de nouvelles options de recherche de serveur (plein/ouvert)
- Toutes les techniques de triches connues fixés
- Kick automatique des joueurs inactifs
- Un bouton Favoris ajouté à la fin de chaque partie
- Augmentation du volume de la VOIP lorsque vous n'utilisez pas casque

##### Version 1.3
- Nouvel équipement : la clef anglaise. Elle permet de réparer les véhicules
- Nouvel équipement : le générateur de bio-champ. Sur une zone donnée, ce générateur régénère les alliés et empoisonne les ennemis
- Possibilité de lancer le jeu depuis le Home
- Nouvelles options VOIP

##### Version 1.4
- Deux nouveaux modes de jeu: "Collectionneur", une sorte de Capture du Drapeau où il faut ramener 4 rotors et "Héros", un match à mort par équipe où un joueur dispose de pouvoirs décuplés.

##### Version 1.5
- Ajout des Trophées
- Corrections de bugs techniques (glitches...)
- Correction de bugs permettant de tricher.

#### Extensions
Quelques extensions sont disponibles (uniquement via le PlayStation Store), chacune pour le prix de 5,99 €. Elles apportent chacune une nouvelle carte et un nouveau véhicule.

##### Omega Dawn
En décembre 2007, une première extension fut proposée en téléchargement. Intitulée Operation: Omega Dawn, elle comprend une 6e carte, Usine Omega, un complexe industriel plongé dans la pénombre : c'est la plus grande carte du jeu. L'extension s'accompagne d'un nouveau véhicule, le KT-424 Combat Dropship, qui peut transporter 6 personnes et un véhicule terrestre. Les autres cartes du jeu ont été retravaillées pour pouvoir accueillir ce véhicule, unique à chaque camp.

##### Broken Mirror
En avril 2008, la seconde extension du jeu sort sous le nom de Operation: Broken Mirror. Comme la précédente, une nouvelle carte est disponible : Vaporfield Glacier, ainsi qu'un nouveau véhicule : Armored Personnel Carrier. Ce dernier peut transporter jusqu'à 6 personnes et est capable de générer un champ de force permettant de détourner les tirs ennemis tout en laissant traverser ceux des alliés. Il a également la possibilité de foncer sur les ennemis en leur occasionnant des dommages. Enfin il peut servir de point de respawn. 

##### Fallen Star
En août 2008, la troisième extension du jeu sort sous le nom de Fallen Star (étoile filante). Comme ses deux ainées, elle propose une nouvelle carte, le Cratère de Tau, un paysage forestier baignant dans des couleurs rouges orangées où un vaisseau Chernovien s'est écrasé. Le nouveau véhicule est l'Icarus Mk2, un jetpack qui permet de voler et de s'éjecter des Warhawks.

### Réalisation

#### Influences
Le Warhawk est inspiré de deux avions réels : le Curtiss P-40 Warhawk, datant de la Seconde Guerre mondiale, et l'A10 « Warthog », un avion encore utilisé de nos jours. Le design du Némésis a lui été influencé par la Luftwaffe de 1945, notamment du Messerschmitt Me 262 et du Lockheed Martin F-35B.
Les caractéristiques techniques sont inspirées du Hawker Siddeley Harrier, l'avion de chasse anglais qui possède la capacité de jongler entre un vol stationnaire comme un hélicoptère et un déplacement supersonique comme un avion de chasse classique. C'est aussi le premier avion à décollage et atterrissage vertical.

## Développement
La beta test du jeu a débuté le 24 mai 2007 sur le PlayStation Network.

### Équipe de développement
- Producteur exécutif : Scott Campbell
- Directeur : Dylan Jobe
- Producteur : Eric Koch

## Exploitation
Le jeu a été commercialisé à la fois  en téléchargement et sur support Blu-ray. La version téléchargeable est proposée à 29,99 € sur le PlayStation Store (39,99 $ sur le Store US). La version Blu-ray est vendue en bundle avec un micro-casque Bluetooth au prix d'un jeu normal, soit 70 €.

### Accueil
1UP.com 8,5 • Edge 8/10 • Gamekult 7/10 • GameSpot 8/10 • IGN 8,8/10

## À noter
Warhawk est aussi le nom d'un jeu développé par SingleTrac et édité par Sony CE en 1995 sur PlayStation. Il ne s'agit pas à proprement parler d'un remake même si les deux jeux partagent des points communs, notamment le véhicule vedette, le Warhawk.

### Starhawk
Starhawk est un jeu qui doit succéder Warhawk et qui est prévu pour 2012. La bêta test du jeu a débuté le 18 janvier 2012 sur le PlayStation Network.